# Hermetia callifera
Hermetia callifera är en tvåvingeart som beskrevs av Lindner 1928. Hermetia callifera ingår i släktet Hermetia och familjen vapenflugor. Inga underarter finns listade i Catalogue of Life.